# Список объектов всемирного наследия ЮНЕСКО на Филиппинах
В списке Всеми́рного насле́дия ЮНЕ́СКО на Филиппинах значатся 6 наименований (на 2014 год), это составляет 0,5 % от общего числа (1248 на 2025 год).
Три объекта включены по культурным критериям и три — по природным, причём два объекта признаны природными феноменами или пространствами исключительной красоты и эстетической важности (критерий vii).
Кроме этого, по состоянию на 2017 год, 19 объектов на территории Филиппин находятся в числе кандидатов на включение в список всемирного наследия.
Филиппины ратифицировали Конвенцию об охране всемирного культурного и природного наследия 19 сентября 1985 года. Первые два объекта, находящиеся на территории Филиппин, были занесены в список в 1993 году на 17-й сессии Комитета всемирного наследия ЮНЕСКО.

## Список
В таблице объекты расположены в порядке их добавления в список.
| # | Изображение | Название | Местоположение                                           | Год внесения в список | Время создания | №    | Критерии   |
| - | ----------- | --- | -------------------------------------------------------- | --------------------- | -------------- | ---- | ---------- |
| 1 |             | Церкви Филиппин в стиле барокко (англ. Baroque Churches of the Philippines): церковь святого Августина; церковь Миагао; церковь в Паоае; церковь Санта Мария | Провинции: Манила, Илоило, Северный Илокос, Южный Илокос | 1993                  | XVI век        | 677  | ii, iv     |
| 2 |             | Морской парк «Риф Туббатаха» (англ. Tubbataha Reef) | Провинция: Палаван Море Сулу                             | 1993                  | —              | 653  | vii, ix, x |
| 3 |             | Рисовые террасы в Филиппинских Кордильерах (англ. Rice Terraces of the Philippine Cordilleras)                                                               | Провинция: Ифугао                                        | 1995                  | —              | 722  | iii, iv, v |
| 4 |             | Виган (англ. Vigan) | Провинция: Южный Илокос                                  | 1999                  | XVI век        | 502  | ii, iv     |
| 5 |             | Подземная река Пуэрто-Принсеса (англ. Puerto Princesa Subterranean River)                                                                                    | Провинция: Палаван                                       | 1999                  | —              | 652  | vii, x     |
| 6 |             | Природный заповедник «Горная цепь Хамигуйтан» (англ. Mount Hamiguitan Range Wildlife Sanctuary)                                                              | Провинция: Восточный Давао                               | 2014                  | —              | 1403 | x          |

## Предварительный список
В таблице объекты расположены в порядке их добавления в предварительный список. В данном списке указаны объекты, предложенные правительством Филиппин в качестве кандидатов на занесение в список всемирного наследия.
| #  | Изображение | Название | Местоположение                                                | Год внесения в список | Время создания        | №    | Критерии              |
| -- | ----------- | --- | ------------------------------------------------------------- | --------------------- | --------------------- | ---- | --------------------- |
| 1  |             | Охраняемые ландшафты островов Батанес (англ. Batanes Protected landscapes and seascapes) | Провинция: Батанес                                            | 1993                  |                       | 521  |                       |
| 2  |             | Пещерный комплекс Табон (англ. The Tabon Cave Complex and all of Lipuun) | Провинция: Палаван                                            | 2006                  | 9 — 50 тыс. лет назад | 1860 | ii, iii, iv, v        |
| 3  |             | Археологические памятники палеолита в Долине Кагаян (англ. Paleolithic Archaeological Sites in Cagayan Valley) | Регион: Долина Кагаян                                         | 2006                  |                       | 2069 | ii, iii, iv, v        |
| 4  |             | Пещерные захоронения кабаянских мумий (англ. Kabayan Mummy Burial Caves) | Провинция: Бенгет                                             | 2006                  | XIII — XV века        | 2070 | i, ii, iii, iv, v, vi |
| 5  |             | Археологические памятники Бутуана (англ. Butuan Archeological Sites) | Провинция: Северный Агусан                                    | 2006                  | X — XVI века          | 2071 | iii, iv, v            |
| 6  |             | Церкви Филиппин в стиле барокко (расширение) (англ. Baroque Churches of the Philippines) *Церковь Сан-Педро в Лобоке *Церковь Патросинио-де-Мария в Болхооне *Церковь Непорочного зачатия в Гиуане *Церковь Сан-Матиас в Тумаини *Церковь Сан-Исидро в Ласи | Провинции: Бохоль, Себу, Восточный Самар, Исабела, Сикихор    | 2006                  | XVIII — XIX века      | 3860 | i, iii, iv, v, vi     |
| 7  |             | Петроглифы Филиппин (англ. Petroglyphs and Petrographs of the Philippines) | Провинция: Рисаль, Горная провинция, Кагаян, Палаван, Бохоль  | 2006                  | II тыс. до н. э.      | 5018 | iii                   |
| 8  |             | Холмы из раковин эпохи неолита в Лал-Ло и Гаттаране (англ. Neolithic Shell Midden Sites in Lal-lo and Gattaran Municipalities) | Провинция: Кагаян                                             | 2006                  | С II тыс. до н. э.    | 5019 | ii, iii, iv, v        |
| 9  |             | Шоколадные холмы (англ. Chocolate Hills Natural Monument) | Провинция: Бохоль                                             | 2006                  | —                     | 5024 | vii, viii             |
| 10 |             | Горная цепь Малинданг (англ. Mt. Malindang Range Natural Park) | Провинция: Западный Мисамис                                   | 2006                  | —                     | 5029 | vii, ix, x            |
| 11 |             | Гора Пулаг (англ. Mt. Pulag National Park) | Регионы: Долина Кагаян, Кордильерский административный регион | 2006                  | —                     | 5030 | ix, x                 |
| 12 |             | Риф Апо (англ. Apo Reef Natural Park) | Провинция: Западный Миндоро                                   | 2006                  | —                     | 5033 | vii, ix, x            |
| 13 |             | Природоохранная зона Эль-Нидо — Тайтай (англ. El Nido-Taytay Managed Resource Protected Area) | Провинция: Палаван                                            | 2006                  | —                     | 5034 | ix, x                 |
| 14 |             | Остров Корон (англ. Coron Island Natural Biotic Area) | Провинция: Палаван                                            | 2006                  | —                     | 5035 | iii, ix, x            |
| 15 |             | Национальный парк Горы Иглит-Бако (англ. Mt. Iglit-Baco National Park) | Провинция: Восточный Миндоро                                  | 2006                  | —                     | 5036 | ix, x                 |
| 16 |             | Природный парк Северный Сьерра-Мадре (англ. Northern Sierra Madre Natural Park and outlying areas inclusive of the buffer zone) | Провинция: Исабела                                            | 2006                  | —                     | 5037 | ix, x                 |
| 17 |             | Гора Манталингахан (англ. Mt. Mantalingahan Protected Landscape) | Провинция: Палаван                                            | 2015                  | —                     | 6006 | ix, x                 |
| 18 |             | Вулкан Майон (англ. Mayon Volcano Natural Park ) | Провинция: Албай                                              | 2015                  | —                     | 6007 | vii, x                |
| 19 |             | Природный заповедник Острова Тэртл (англ. Turtle Islands Wildlife Sanctuary ) | Провинция: Тави-Тави                                          | 2015                  | —                     | 6008 | ix, x                 |